# La Mauvaise Réputation
La Mauvaise Réputation (literalment en català, "La mala reputació") és una cançó amb lletra i música de Georges Brassens, popularitzada per ell mateix. Va ésser publicada per primer cop l'any 1952 en el seu àlbum [La Mauvaise Réputation i ocupa la seva primera pista.
La Mauvaise Réputation ha estat versionada per diversos grups i intèrprets: Sinsemilia en el seu àlbum Résistances el 1998, Wriggles en el seu Les Wriggles à la Cigale, Fi-Asko a En este mundo de ciegos... i Soan en la cadena Nouvelle Star el 2009. També ha estat versionada en castellà per Paco Ibáñez, per Loquillo, i posteriorment, per Ferran Exceso, titulada La mala reputación.
En 2011 podem trobar una versió en català realitzada per Lilit i Dionís (amb la col·laboració de Josep Nadal de La Gossa Sorda) al seu cd Sense permís de la NASA.